# Carroll O'Connor
John Carroll O'Connor (Bronx, 2 de agosto de 1924 - Culver City, 21 de junho de 2001) foi um ator, produtor e diretor estadunidense cuja carreira na televisão durou quatro décadas. Ele era mais conhecido por seu papel como Archie Bunker na série de comédia televisiva Tudo em Famíla.